# 이응준 (군인)
이응준(李應俊, 1890년 8월 12일~1985년 7월 8일)는 육참총장 등을 거쳐 체신장관 등을 역임한 군인이자 정치인이다. 본관은 수안, 호(號)는 추연(秋硏)·추정(秋汀)이다. 창씨개명 당시의 이름은 가야마 다케토시(일본어: 香山武俊).

## 생애

### 출생과 성장
본관은 수안이며, 평안남도 안주에서 출생하였다. 향리에서 한학을 공부하다가 16세 때인 1906년에 한성부로 올라와 신학문을 접하게 되었다. 이때 고향 선배이며 일본 육군사관학교 출신인 노백린과 이갑의 영향을 받아서 군인이 되기로 결심한 것으로 알려졌다. 역시 일본 육사를 졸업하여 후에 일본군 소장까지 오른 김응선도 안주 출신이다.
이응준은 이갑의 지원으로 보성중학교와 대한제국 육군무관학교를 졸업한 뒤 1909년에 일본으로 유학을 떠났다. 일본에서는 육군중앙유년학교를 거쳐 1914년에 육군사관학교를 제26기로 졸업하고 소위로 임관했다.
이후 1945년에 일본이 태평양 전쟁에서 패망할 때까지 일본군에서 복무했다. 최종 계급은 일본 제국 육군 대좌였다.

### 일제 강점기

#### 중국 망명과 수학
1919년에 3·1 운동이 일어나자 김경천, 지청천과 함께 중국 망명을 모의했다. 그러나 김경천과 지청천이 망명을 결행해 무장 독립 운동을 이끈 것과는 달리 이응준은 일본군 장교로 남았다.
10월 혁명이 일어난 이듬해인 1918년에 일본군은 시베리아 지역에서 반혁명군을 지원하여 이 지역의 적화를 막기 위해 출병했다. 육군 중위였던 이응준은 출정 명령을 받고 블라디보스토크에 파견되었다. 주요 임무는 이 지역의 한국인들을 이용한 대민 정탐 활동이었다.
1920년대에는 일본군이 중국을 침략할 때 참여했다. 육군 대위 시절인 1925년과 1928년에 두 차례 만주의 봉천 지역으로 국경을 넘어 출동한 일이 있다. 1936년에는 중좌로 진급한 뒤 중일 전쟁 직전까지 경성의학전문학교와 경성약학전문학교에서 배속 장교로 근무했다. 당시 전쟁 준비 중이던 일본은 각급 학교에서 군사 교육을 필수적으로 실시했으며, 배속 장교는 군사 교육을 담당했다.

#### 중일 전쟁과 태평양 전쟁
1937년 중일 전쟁이 발발했다. 이응준은 사단사령부와 북지파견군 사령부 등에서 근무했다. 주로 수행한 일은 병무 업무와 병참수송업무 등이었으나, 직접 여러 전투에 참여하기도 했다. 대표적인 전투가 중일 전쟁 확전의 빌미가 된 난위엔 전투였다. 산둥성에서는 팔로군 게릴라 토벌 부대의 지휘관을 맡았다.
1941년에 육군 대좌로 승진했다. 이후 전쟁이 태평양 전쟁으로 확대되면서 징병제가 실시되는 등 여건은 어려워졌다. 이응준은 1943년 징병제 실시에 대하여 무한한 감사와 적극적인 지지를 공개적으로 표방하면서 인력 동원에 앞장섰다. 부민관에서 열린 강연회에 참석하여 지원병 제도를 홍보하고 학도병으로 참전할 것을 권유하는 연설도 한 일이 있다.
일본 정부로부터 1935년 훈4등 서보장, 1939년 훈3등 서보장을 받았다.

### 광복 후
1945년 8월 15일에 일본이 패망했을 때는 함경남도 원산부에서 원산항 수송업무를 담당하고 있었다. 이응준은 패전과 동시에 개인적으로 탈출하여 서울로 들어왔다.
이후 미군정의 군사 고문으로 위촉되어 대한민국 국군을 창설할 때 주도적으로 참여했고, 1948년 대한민국 정부가 수립되었을 때 초대 대한민국 육군 참모총장을 맡았다. 1949년 춘천 8연대의 강태무, 표무원 대대의 월북 사건으로 경질되었다. 이후 이응준 소장은 제5사단장에 임명되었다.(1950년 4월 22일) 1950년 대한민국 서울에서 한국 전쟁을 맞이하였다. 한국 전쟁 때는 수원지구방위사령관 등으로 참전하였다. 1952년 육군대학교 총장 재임 중에 육군 중장 진급하였다.

### 사건·사고
이응준이 육군대학교 총장 및 육군 중장 재직 시기이던 1955년 육군대학교에서 진급 심사 시험 중 커닝 사건이 발생하였고 당시 준장 2명과 대령 2명과 중령 1명이 부정 행위로 모두 1955년 9월 5일을 기하여 군복을 벗어 예편하였는데, 그 중 중령 1명은 당시 현역 육군대학교 총장 이응준 장군의 장남 이창선(사건 당시 육군참모총장 정일권 육군 대장의 비서실 실장 보직 신분)이었으며 이 사건의 여파로 인하여 이응준 육군대학교 총장은 1955년 9월 5일 예편한 아들 이창선(李昌善, 육군 중령 예편) 육군참모총장 비서실장과 함께 군복을 벗어 결국 13일 후 이응준 장군 그는 1955년 9월 18일을 기하여 육군 중장 예편하였다.

### 생애 후반
1955년 예편한 뒤에는 체신부 장관을 지냈으며, 1967년에는 한국반공연맹 이사장에 취임했다. 1972년에 반공유공자 보국훈장 통일장을 서훈받았고, 1979년 국정자문위원, 1980년 국방정책자문위원장, 국토통일원 고문도 역임했다. 1985년에 96세로 사망했다.

## 사후
이응준이 사망하였을 때 장례는 육군장으로 치러졌고, 유해는 국립서울현충원에 안장되었다.
2008년에 민족문제연구소가 발표한 친일인명사전 수록예정자 명단 중 군 부문에 포함되었다. 2007년 대한민국 친일반민족행위진상규명위원회가 선정한 친일반민족행위 195인 명단 군인 부문에도 들어 있다.
초대 합참의장과 육군참모총장을 지낸 이형근은 이응준의 사위이다.

## 가족 관계
- 장인 : 이갑(李甲, 1877년 5월 12일 ~ 1917년 6월 13일)
- 부인 : 이정희(李正熙, 1897년 6월 1일 ~ 1987년 9월 29일)
- 사위 : 이형근(李亨根, 1920년 11월 2일 ~ 2002년 1월 13일, 초대 대한민국 합동참모총장 역임. 대한민국 군사영어학교 1기 및 통위부 보병학교 졸업. 1959년 대한민국 육군 대장 예편.)
- 아들 : 이창선(李昌善, 1921년 5월 6일 일본 도쿄 출생. ~ 2014년 12월 12일 대한민국 서울에서 향년 94세로 별세, 대한민국 육사 2기 및 조선경비보병학교·육군포병학교 졸업. 1955년 대한민국 육군 중령 예편.)
- 외손자 : 이현(李玄, 1950년 9월 7일 ~ , 본명 이헌(李憲). 이형근의 차남. 강원도 춘천 출생. 가수 출신 기업인. 기산통신 사장. 개신교 집사.)

## 학력
- 한성 보성고등보통학교 졸업
- 대한제국 육군무관학교 졸업
- 일본 도쿄 육군중앙유년학교 졸업
- 일본 육군사관학교 졸업
- 대한민국 군사영어학교 1기 임관
- 대한민국 통위부 육군보병학교 졸업
- 대한민국 육군보병학교 1기 졸업(1948년)

## 경력
- 육군대학 총장
- 육군참모총장
- 대한민국 체신부 장관(1955년 8월 ~ 1958년 8월)

## 참고 자료
- 친일반민족행위진상규명위원회 (2007년 12월). 〈이응준〉 (PDF). 《2007년도 조사보고서 II - 친일반민족행위결정이유서》. 서울. 1285~1302쪽쪽. 발간등록번호 11-1560010-0000002-10. [깨진 링크(과거 내용 찾기)]
- 이응준(李應俊) - 한국학중앙연구원

| 전임 (초대) | 초대 육군참모총장 1948년 12월 15일 ~ 1949년 5월 8일 | 후임 채병덕 |

| 전임 이광 | 제7대 체신부 장관 1955년 9월 16일 ~ 1958년 9월 8일 | 후임 곽의영 |